# CS Louhans-Cuiseaux
Club Sportif Louhans-Cuiseaux – francuski klub piłkarskim z siedzibą we Frontenaud.

## Historia
Klub Club Sportif Louhans-Cuiseaux założony został w 1970 roku w wyniku połączenia dwóch klubów: założonego w 1916 „Club Sportif Louhannais” i założonego w 1930 „Club de Cuiseaux”. Największym sukcesem CS Louhans-Cuiseaux jest gra w Ligue 2.
W Ligue 2 CS Louhans-Cuiseaux występowało w latach: 1971–1973, 1981–1985, 1986–1993, 1995–1998 i 1999–2000. W 2003 roku klub stracił status klubu profesjonalnego.
W 2006 pomocnik Alaixys Romao występując w barwach Togo w meczu z Koreą Południową, stał pierwszym piłkarzem Louhans-Cuiseaux uczestniczącym w Mistrzostwach Świata.

## Sukcesy
- 17 sezonów w Ligue 2
- ćwierćfinał Pucharu Ligi Francuskiej w 1997

## Znani piłkarze w klubie
- Sofyane Cherfa
- Abou Maiga
- Patrick N'Tolla
- Marius Mbaiam
- Lionel Bah
- Alexis Allart
- Samuel Allegro
- Cyril Arbaud
- Mohamed Bachtobji
- Anthony Bartholomé
- David Berthelot
- Vincent Bessat
- Christophe Borbiconi
- Gennaro Bracigliano
- Johan Chapuis
- Cédric De Cicco
- Alou Diarra
- Jocelyn Ducloux
- Vincent Dyduch
- Sébastien Heitzmann
- Jonathan Jager
- Giany Joinville
- Samuel Journot
- Alexandre Licata
- Guillaume Lovergne
- William Mocquet
- Damien Mozika
- Fabrice Pancrate
- Stephane Poncet
- Lionel Potillon
- Nicolas Rabuel
- Arnaud Ribas
- Clément Rigaud
- Jérémy Sapina
- Bruno Savry
- Moké Diarra
- Sekou Mangara
- Samba Diawara
- Egutu Oliseh
- Abasse Ba
- Daniel Bocandé
- Basile De Carvalho
- Moktar Mangane
- Leyti N’Diaye
- Edmond Sylva
- Ibrahim Tall
- Djima Oyawolé
- Alaixys Romao
- Alaeddine Yahia
- Matías Vitkieviez

## Trenerzy w historii klubu
- Philippe Hinschberger
- Christian Lariepe
- Alain Michel